# Jean Alden-Delos
Louis Jean Victor Delos dit Jean Alden-Delos, né le 13 juin 1901 à Wattignies et mort le 12 août 1979 à Antibes, est un réalisateur, dialoguiste et scénariste français. 
Il réalisa à la fois les dialogues, le scénario et la réalisation de ses trois films. Il est également l'auteur de l'œuvre Sidi-Bel-Abbès.

## Filmographie
- 1951 : L'Agonie des aigles[2]
- 1953 : Sidi Bel Abbès
- 1957 : L'Or de Samory (film inédit)[3].
- 1975 : La missione del mandrillo